# Poedit
Poedit (ex-poEdit) é um software livre e multiplataforma, disponibilizado sob a Licença MIT, utilizado em processos de internacionalização de software para simplificar operações de tradução através do catálago gettext.